# Margherita di Beaujeu
Margherita di Beaujeu (20 ottobre 1346 – Pinerolo, gennaio 1402) fu la terza moglie del Signore di Piemonte Giacomo di Savoia-Acaia.

## Biografia
Margherita di Beaujeu era figlia del maresciallo di Francia Édouard de Beaujeu ed era sorella di Antoine de Beaujeu, rimasto senza prole.
Fu data in sposa al Signore di Piemonte Giacomo di Savoia-Acaia, con il quale ebbe i figli Amedeo e Ludovico. Margherita esercitò una forte influenza su suo marito, tanto che il sovrano decise di passare al primogenito di lei Amedeo la successione nel dominio al posto del già designato Filippo, figlio avuto in seconde nozze da Sibilla Del Balzo. Nello scontro familiare che ne scaturì Amedeo e Giacomo ebbero la meglio su Filippo che, nonostante l'appoggio del signore di Milano e del marchese di Saluzzo, cadde sconfitto e morì in prigione.